# Auvaiyar
Auvaiyar, ou Auvayar, (en tamoul, ஔவையார்) était le nom de plusieurs poétesses à différentes époques de la littérature tamoule. Elles comptent parmi les poétesses les plus célèbres et renommées de la grande littérature tamoule.

## Les poétesses tamoules du nom de Auvaiyar
Parmi elles, Auvaiyar I vécut pendant la période Sangam, vers le Ier siècle ou le IIe siècle, et avait des relations cordiales avec les chefs tamouls Pari et Athikaman. Elle écrivit 59 poèmes en Purananuru (புறநானூறு).
Auvaiyar II vécut durant la période de Kambar et Ottakkuttar, durant le règne des Chola, au XIIIe siècle. Les Tamouls se la représentent fréquemment comme une dame âgée, mais intelligente, dont on parle surtout sous le nom de Auvai.  
Auvaiyar II écrivit de nombreux poèmes qui restent très populaires encore aujourd'hui, et que l'on enseigne dans les livres d'école du Tamil Nadu. Les livres contiennent une série de règles, de choses à faire ou à ne pas faire, utiles pour la vie de tous les jours, formulées sous forme de phrases simples et courtes. 
L'encyclopédie tamoule Abithana Chintamani, publiée vers 1910, soutient qu'il y eut trois poétesses du nom de Auvaiyar.